# Барнс (Канзас)
Барнс (енгл. Barnes) град је у америчкој савезној држави Канзас.

## Демографија
По попису из 2010. године број становника је 159, што је 7 (4,6%) становника више него 2000. године.
| Група             | 2000.       | 2010.       |
| Белци             | 148 (97,4%) | 151 (95,0%) |
| Афроамериканци    | 0 (0,0%)    | 0 (0,0%)    |
| Азијати           | 1 (0,7%)    | 0 (0,0%)    |
| Хиспаноамериканци | 1 (0,7%)    | 8 (5,0%)    |
| Укупно            | 152         | 159         |